# Ogarkowskaja
Ogarkowskaja (ros. Огарковская) – wieś w Rosji, w rejonie wożegodskim obwodu wołogodzkiego. W 2010 r. liczyła 48 mieszkańców.